# Robert Nix (drummer)
Robert Lafayette Nix (Nix) (Blakely (Georgia), 8 november 1944 - Memphis (Tennessee), 20 mei 2012) was een Amerikaanse drummer gespecialiseerd in southern rock.
Zijn muzikale loopbaan startte met bands als The Classics (1960-1964) Classics IV (1964) en The Candymen. The Candymen begeleidde Roy Orbison (Oh, Pretty Woman). Toen die band uit elkaar viel, ging hij werken aan studiomuzikant en nam muziek op met Al Kooper, Ike and Tina Turner, Al Green, Charlie Daniels, Lynyrd Skynyrd etc. Tijdens dat studiowerk kwam hij in aanraking met andere studiomusici met wie hij al dan niet eerder had gespeeld. Ze besloten hun studiowerk om te zetten in groepsalbums en die uit te brengen onder Atlanta Rhythm Section. Nix schreef steeds meer muziek samen met Buddy Buie, de producer van de band, maar vond het na Underdog genoeg, de muziek ging een kant op die hij niet wilde. Hij werd opgevolgd door Roy Yeager. Hij ging weer werken als studiomuzikant. Nix werd baas bij Capricorn Records, hij tekende daar onder meer The Attitudes.
Af en toe trad Nix op met bands die southern rock speelden (bijvoorbeeld One Eyed Jacks en Deep South Band); in die bandjes zaten (ex-)leden van ARS en Lynyrd Skynyrd, die andere band met southern rock.
Hij ging werken voor Alison Heafner met wie hij in 2008 trouwde.

## Discografie (selectief)
- 1967: Classic IV; Spooky (single)
- 1969: The Candymen: I'll never forget
- 1969: The Candymen; Deep in the night
- 1969: Billy Joe Royal: Cherry Hill Park
- 1971: B.J. Thomas met single No love at all; B-kant is geschreven door Buddy Buie en Nix
- 1972: Al Kooper: Naked Songs (2 tracks)
- 1972: ARS: Atlanta Rhythm Section (album)
- 1973: Lynyrd Skynyrd: Tuesday's gone
- 1973: ARS: Back Up Against the Wall
- 1974: ARS: Third Annual Pipe Dream
- 1975: ARS: Dog Days
- 1976: ARS: Red Tape
- 1976: ARS: A Rock and Roll Alternative
- 1978: ARS: Champagne Jam
- 1979: ARS: Underdog
- 1996: ARS: Atlanta Rhythm Section '96